# Reitoru
Reitoru (o Te Pirehi) è un atollo appartenente all'arcipelago delle Isole Tuamotu nella Polinesia francese. È localizzato al centro dell'arcipelago, 50 km a sud-ovest di Hikueru.

## Geografia
La laguna interna è chiusa ed inaccessibile dall'oceano. La superficie totale è di 1,39 km2.
L'isola è abitata da un piccolo numero di persone, che vivono delle coltivazione di perle e della raccolta di copra.

## Storia
Il primo europeo di cui si abbia notizia a giungere all'atollo di Reitoru fu il francese Louis Antoine de Bougainville nel 1768. L'anno seguente, James Cook chiamò l'isola Bird Island, poiché gli uccelli erano i soli abitanti che trovò.
Nel 1903 l'atollo fu devastato da un ciclone che causò la morte di circa cento persone.

## Amministrazione
Reitoru fa parte del comune di Hikueru, che comprende gli atolli di Hikueru, Marokau, Ravahere, Reitoru e Tekokota.